# Pobrđani (Kostajnica)
Pour les articles homonymes, voir Pobrđani.
Pobrđani (en serbe cyrillique : Побрђани) est un village de Bosnie-Herzégovine. Il est situé dans la municipalité de Kostajnica et dans la république serbe de Bosnie. Selon les premiers résultats du recensement bosnien de 2013, il compte 54 habitants.

## Démographie

### Évolution historique de la population dans la localité
| 1948 | 1953 | 1961 | 1971 | 1981 | 1991 | 2013 |
| ---- | ---- | ---- | ---- | ---- | ---- | ---- |
| 391  | 386  | 351  | 299  | 228  | 144, | 54   |

|  |